# Informação perfeita

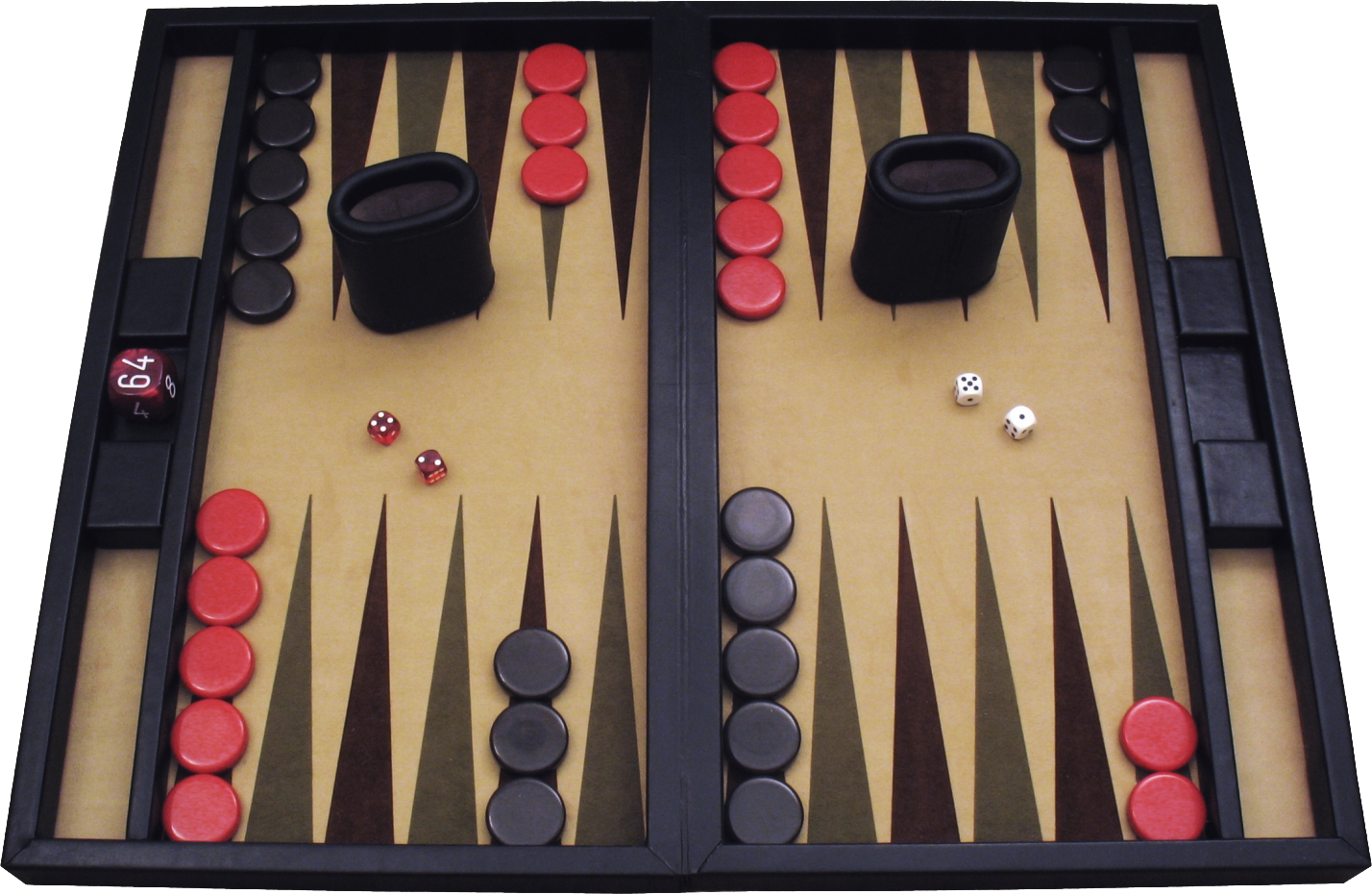
Em um jogo de Gamão, os jogadores não tem cartas que precisem ser ocultas. Isso demonstra informação perfeita.

Em teoria dos jogos, diz-se que um jogo tem informação perfeita se todos os participantes conhecem todas as jogadas efetuadas.
O xadrez é um exemplo de um jogo com informação perfeita pois cada jogador pode ver todas as peças no tabuleiro em qualquer momento. Outros exemplos de jogos perfeito são o jogo da velha ou do galo, damas e Go. Os jogos com informação perfeita representam um subconjunto pequeno de jogos. Jogos de cartas, onde a mão de cada jogador está escondida de outros jogadores são exemplos de jogos de informação imperfeita.
Em microeconomia, presume-se um estado de informação perfeita em alguns modelos de concorrência perfeita. Ou seja, supondo que todos os agentes são racionais e têm informação perfeita, eles vão escolher os melhores produtos, e o mercado vai premiar aqueles que fazem os melhores produtos com vendas mais elevadas. Informação perfeita significaria na prática que todos os consumidores conhecem tudo sobre todos os produtos, a todo o momento e, portanto, tomam sempre a melhor decisão de compra. Em mercados competitivos, ao contrário dos modelos de jogo teóricos, a concorrência perfeita não requer que os agentes tenham conhecimento completo sobre as ações dos outros; todas as informações relevantes são refletidas nos preços.[carece de fontes?]